# Felix Bwalya
Felix Bwalya (ur. 22 grudnia 1969 w Chingoli, zm. 23 grudnia 1997 w Lusace) – zambijski pięściarz, olimpijczyk.
W roku 1991 zdobył złoty medal, w kategorii lekkiej, na igrzyskach afrykańskich. W 1992 reprezentował swój kraj na igrzyskach w Barcelonie – odpadł w 1/16 finału.
Zmarł wskutek obrażeń odniesionych w walce bokserskiej.